# Блаженко Анна Петрівна
Анна Петрівна Блаженко (нар. 13 серпня 1955, м. Чортків, Україна) — українська журналістка. Член Національної спілки журналістів України (1986), Чортківської філії «Союз українок» (1989).

## Життєпис

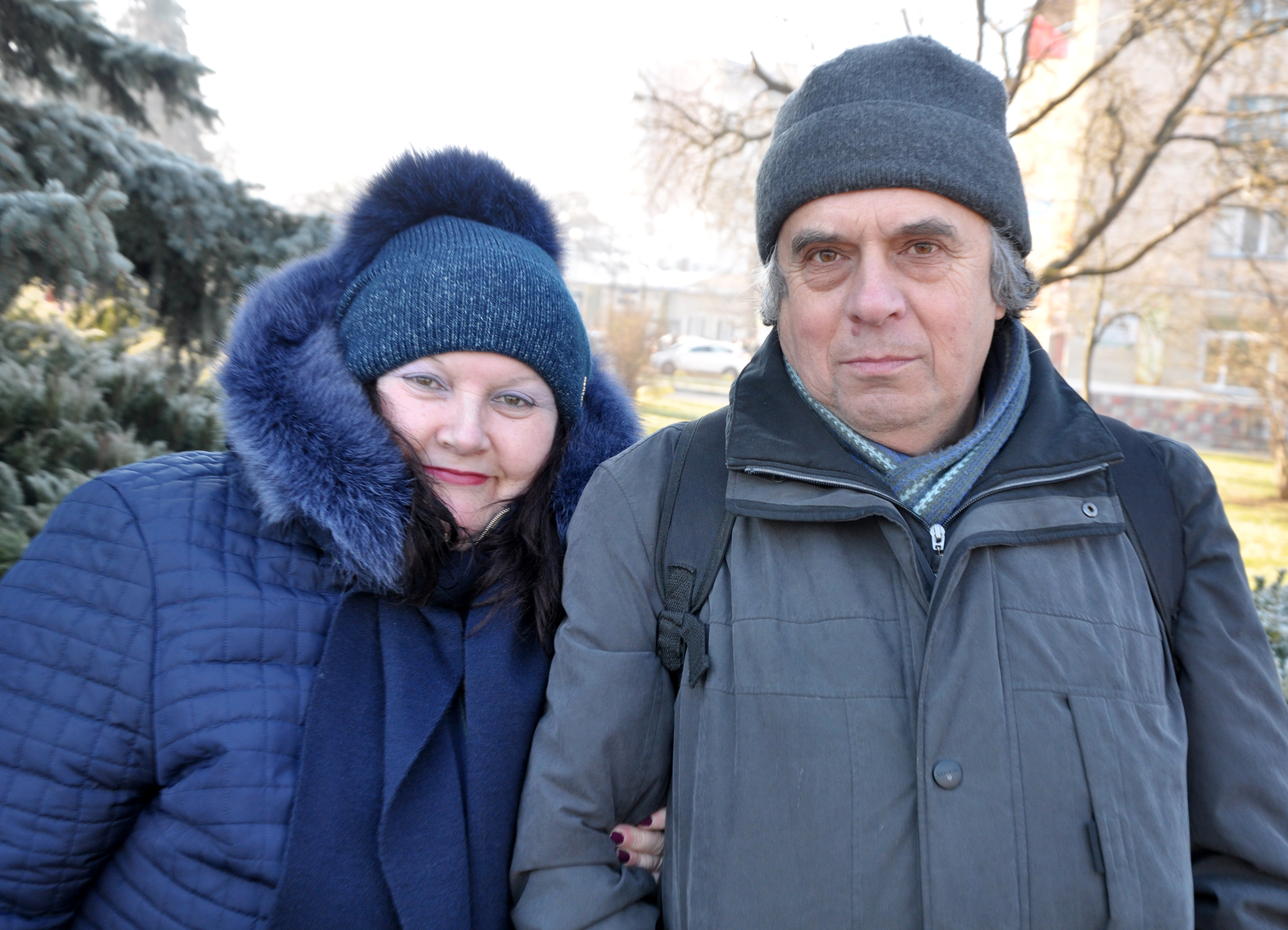
Чортківські журналісти Анна Блаженко та Орест Лижечка

Анна Блаженко народилася 13 серпня 1955 року у місті Чорткові Тернопільської области.
Журналістикою почала захоплюватися ще з п'ятнадцяти років. За шкільних років активно друкувалася в районній газеті «Зоря комунізму», в обласній молодіжній газеті «Ровесник». Навчалася у школі громадських кореспондентів при районній газеті.
Закінчила факультет журналістики Львівського університету (1980). Працювала бібліотекаркою, старшою бібліотекаркою Чортківської центральної бібліотечної системи; від 17 вересня 1984 — кореспондент, завідувачка відділу листів і масової роботи редакції, заступниця редактора (від 2014) районної газети «Голос народу».
Була відповідальним секретарем районної організації НСЖУ (1992—2007).
Очолює районну первинну журналістську організацію.

## Творчість
Друкувалася в обласній пресі, літературно-мистецькому та громадсько-публіцистичному часописі «Золота Пектораль» (2007—2008), у літературному альманасі «Сонячне гроно».
Упорядниця та співавторка брошури краєзнавчого характеру «Під знаком благодаті» (2005), історико-туристичного путівника «Чортківщина» (2007).

## Нагороди
- Золота медаль української журналістики (2013)[3]
- Лауреат районної премії «Звитяги-2017» в номінації «Кращий журналіст року» (2018)[4]
- Заслужений журналіст України (2018)[5]
- Золоте перо Тернопілля (2018)[6]